# 정남도
정남도는 대한민국의 가수다.

## 방송
- 브이에스 (2023) - Top15(13위)
- 언더커버 (2025)

## 음반
- 환기 (2020)
- 처마 끝 (2021)
- Consolation (2021)
- 괜찮아, 괜찮아 (2022)
- Alone (2023)
- 초대형 노래방 서바이벌 VS EPISODE 1 (2023)
- 초대형 노래방 서바이벌 VS EPISODE 3 (2023)
- 나만 (2024)
- 너의 목소리 귓가에 남아 (2024)
- <언더커버> Episode 6 (2025)

## 피처링
- NILD <Good For Love> (2019)
- 다피 <강변역> (2021)